# بايرام نبيهي
بايرام نبيهي (بالألمانية: Bajram Nebihi)‏ (5 أغسطس 1988 بميتروفيتسا في صربيا - ) هو لاعب كرة قدم ألماني في مركز الوسط. لعب مع بورصا سبور وشتوتغارت كيكرز ونادي آوغسبورغ ونادي ذوب آهن أصفهان ويونيون برلين وSV Wacker Burghausen ‏ وTSV Landsberg ‏ وFC Augsburg II ‏ وTSV Ampfing ‏ وTSV Aindling ‏.

## وصلات خارجية
- بايرام نبيهي على موقع قاعدة بيانات كرة القدم.إي يو (الإنجليزية)
- بايرام نبيهي على موقع بيانات كرة القدم. دي إي (الألمانية)
- بايرام نبيهي على موقع Soccerway.com (الإنجليزية)
- بايرام نبيهي على موقع عالم كرة القدم.نت (الإنجليزية)
- بايرام نبيهي على موقع AS.com (الإسبانية)